# Hemimyzon pengi
Hemimyzon pengi är en fiskart som först beskrevs av Huang 1982.  Hemimyzon pengi ingår i släktet Hemimyzon och familjen grönlingsfiskar. IUCN kategoriserar arten globalt som otillräckligt studerad. Inga underarter finns listade i Catalogue of Life.